# Eelke van der Wal
Eelke van der Wal (* 15. Januar 1981 in Holwerd) ist ein ehemaliger niederländischer Radsportler und derzeitiger Radsporttrainer.

## Sportliche Laufbahn
Eelke van der Wal gewann 2003 das Eintagesrennen Grote Rivierenprijs und die zweite Etappe beim OZ Wielerweekend. Im Jahr darauf erhielt er einen Vertrag bei dem niederländischen Radsportteam Bankgiroloterij. Bei der Profronde van Fryslân wurde er zusammen mit 21 weiteren Fahrern als Sieger gewertet, da diese als Spitzengruppe fehlgeleitet worden war. 2005 wechselte Eelke van der Wal zu Shimano-Memory Corp, 2006 zu Fondas-P3Transfer und 2008 fuhr er für das KrolStonE Continental Team.
2006 wurde van der Wal hinter Niki Terpstra niederländischer Vize-Meister in der Einerverfolgung auf der Bahn. Nachdem er nicht für die Olympischen Spiele 2008 in Peking nominiert wurde, obwohl er zunächst zum Kader für die Mannschaftsverfolgung gehört hatte, trat er vom aktiven Radsport zurück.

## Berufliches
Im Anschluss an seine Radsportlaufbahn war Eelke van der Wal bei der Stadtverwaltung von Amsterdam tätig. 2009 wurde er vom niederländischen Radsportverband Koninklijke Nederlandsche Wielren Unie (KNWU) als Nationaltrainer für die Paracycler berufen. Im November 2016 wurde sein Vertrag verlängert.

## Erfolge
2003
- eine Etappe OZ Wielerweekend

2004
- Profronde van Fryslân (mit 22 Fahrern)

## Teams
- 2004 Bankgiroloterij
- 2005 Shimano-Memory Corp
- 2006 Fondas-P3Transfer
- 2007 P3 Transfer-Fondas Team
- 2008 KrolStonE Continental Team (bis 7. Mai)